# Hogans Corner
 (septembre 2022).
Hogans Corner  est une census-designated place américaine de l'État de Washington dans le comté de Grays Harbor. 
La population était de 85 habitants en 2010.